# Amazonas (delstat i Brasilien)

Amazonas är Brasiliens till ytan största delstat och belägen i nordvästra delen av landet. Folkmängden uppgår till cirka 3,9 miljoner invånare. Delstatshuvudstad är Manaus.

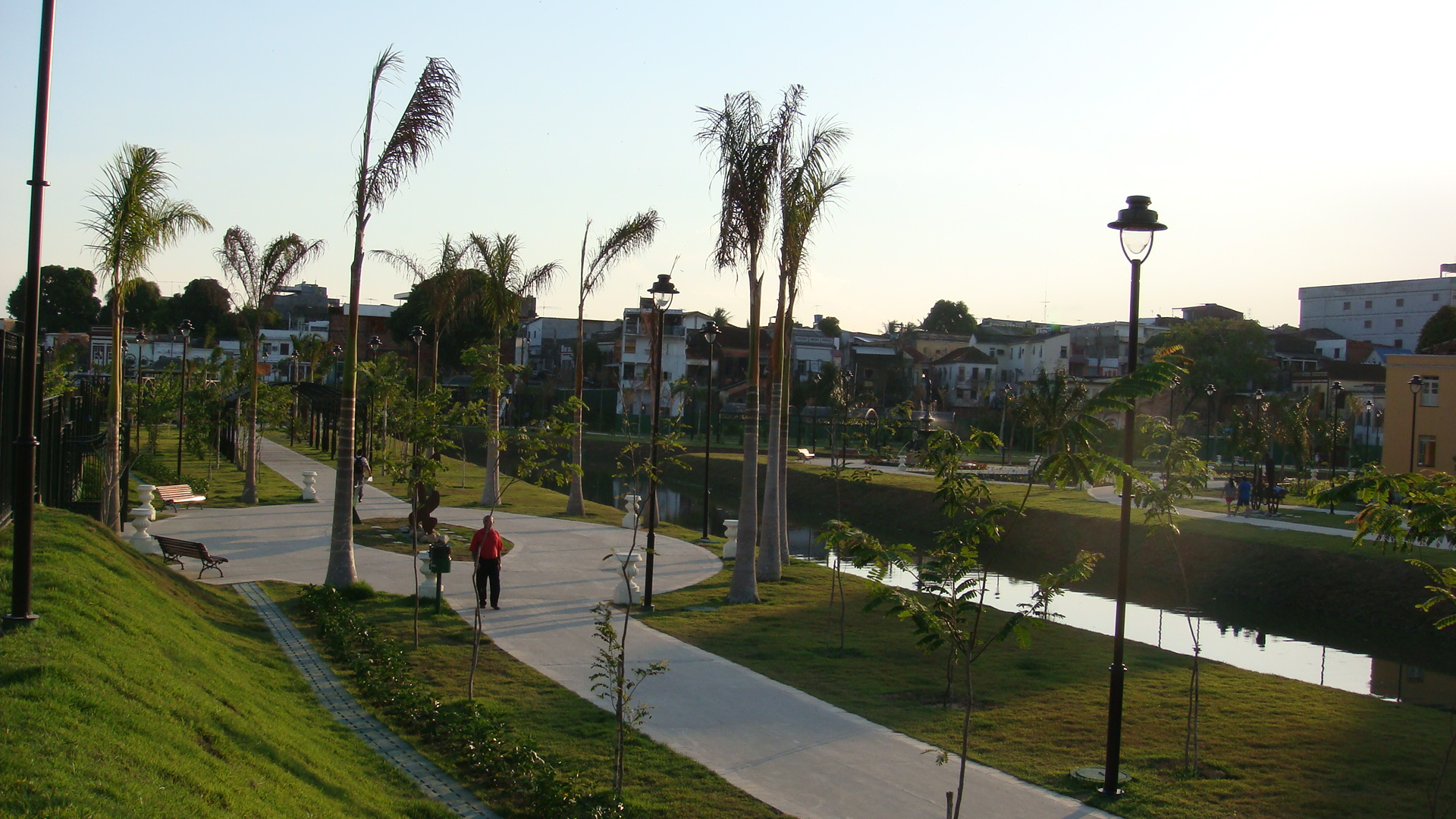
Staden av Manaus